# 일광사 소불좌상
일광사 소불좌상은 전북특별자치도 군산시 성산면 여방리, 일광사에 있는 불상이다. 2005년 12월 27일 군산시의 향토문화유산 제12호로 지정되었다.

## 개요
20cm 정도의 작은 상으로 돌로 만든 후 개금을 하였다. 얼굴은 신체에 비하여 큰 편이어서 불균형하게 보이기도 하지만 고개를 약간 앞으로 숙이고 앉아있는 모습은 단정한 느낌을 준다.